# Tera Patrick
Tera Patrick geboren als Linda Ann Hopkins (Great Falls, 25 juli 1976) is een Amerikaanse pornoactrice.

## Biografie
Patricks vader is van Engelse en Nederlandse afkomst, en haar moeder van Thaise afkomst. Aan de Boise State University in Boise in de Amerikaanse staat Idaho behaalde zij een Associate Degree in verpleegkunde en de graad van Bachelor of Science in de microbiologie. Op haar achttiende vertrok ze naar New York waarna ze modellenwerk voor catalogi ging doen. In 1999 begon ze met haar werk als pornoactrice. In 2010 had ze inmiddels in 102 films geacteerd.

## Prijzen
- 2000 Hot D'Or – "Best New Starlet"
- 2001 Adult Stars magazine - Consumer Choice Awards - "Best New Starlet"
- 2001 AVN Award – "Best New Starlet"
- 2001 AVN Award – "Best Interactive DVD" for "Virtual Sex With Tera Patrick"
- 2001 Genesis – "Best New Cummer"
- 2001 XRCO Awards – "Best New Starlet"
- 2002 Runner-up Penthouse Penthouse Pet Of The Year
- 2002 Hustler Honey
- 2004, 2005, "2007" Genesis Pornstar of The Year
- 2004, 2005, 2006 FOXE Fan Favorite
- 2006 FHM 100 Sexiest Women
- 2006 VH1's Top 40 Hottest Rockstar Girlfriends & Wives
- 2007 F.A.M.E. Awards for Favorite Female Starlet
- 2007 Venus Berlin - "Best American Actress"
- 2007 AVN Award - "Best Interactive Movie" - InTERActive"
- 2007 E-Line Awards, Venus Berlin - "Best Performer, Best Businesswoman"
- 2008 AVN Award- "Best Cinematography: Fashion Underground"
- 2008 AVN Award - "Best High End All Sex Release: Broken"
- 2008 AVN Award - "Best Interactive Movie: InTERActive"
- 2008 F.A.M.E. Awards - Favorite Female Starlet
- 2009 AVN Hall of Fame inductee
- 2009 F.A.M.E. Awards – Favorite Female Star